# 双斑栉齿刺尾鱼
双斑栉齿刺尾鱼（学名：Ctenochaetus binotatus）为輻鰭魚綱鱸形目刺尾鱼科栉齿刺尾鱼属的鱼类，於1955年由美國魚類學家John Ernest Randall首次正式描述，其模式產地為菲律賓呂宋島附近的八打雁灣。

## 分布
本魚分布于印度太平洋區，包括東非、紅海、模里西斯、塞席爾、馬爾地夫、斯里蘭卡、安達曼群島、日本、中國沿海和台湾岛、菲律賓、印尼、澳洲、新幾內亞、馬里亞納群島、馬紹爾群島、索羅門群島、斐濟群島、萬那杜、夏威夷群島、法屬玻里尼西亞、諾魯、加拉巴哥群島等海域。该物种的模式产地在菲律宾吕宋岛。

## 深度
水深8至52公尺。

## 特徵
本魚體側扁，口小，略突出，體為橄欖綠或褐色，幼魚頭部散布藍色小斑點，背鰭與臀鰭均有藍色鑲邊，尾鰭黃色；成魚背鰭上有不明顯的黃色縱紋，尾柄前端上下各有一黑斑，尾鰭褐色且末端略延長，背鰭硬棘8枚；背鰭軟條24至27枚；臀鰭硬棘3枚；臀鰭軟條22至25枚，體長可達22公分。

## 生態
本魚棲息在礁石區，性情溫和，遇威脅時會將尾部硬棘攻擊敵人，屬雜食性，以藻類及動物碎屑為主。

## 經濟利用
可食用或作為觀賞魚。